# Le Ménil-Bérard
Le Ménil-Bérard è un comune francese di 73 abitanti situato nel dipartimento dell'Orne nella regione della Normandia.

## Società

### Evoluzione demografica
Abitanti censiti